# Combiné nordique à l'Universiade d'hiver de 1962
Pour des articles plus généraux, voir Combiné nordique aux Universiades et Universiade d'hiver 1962.
Navigation
Chamonix - 1960 Špindlerův Mlýn - 1964
L'épreuve de combiné nordique à l'Universiade d'hiver 1962 s'est déroulé en mars 1962. L'épreuve est remportée par Vjatscheslav Drjagin.

## Organisation

### Sites
L'épreuve de saut a eu lieu sur le tremplin de Château-d'Œx. Le tremplin est un K 70.

## Athlètes

### Participants
Il y a quinze athlètes participants représentant 6 pays.

## Récit de l'épreuve

### Podiums
| Épreuves                                        | Or                   | Or           | Argent          | Argent       | Bronze     | Bronze       |
| ----------------------------------------------- | -------------------- | ------------ | --------------- | ------------ | ---------- | ------------ |
| Tremplin normal - Gundersen résultats détaillés | Vjatscheslav Drjagin | 435,2 points | Albert Larionov | 433,8 points | Yōsuke Etō | 431,1 points |

## Résultats détaillés
| Position | Athlète              | Nation           | Distance (m) | Points | Temps du ski de fond | Points | Total        |
| -------- | -------------------- | ---------------- | ------------ | ------ | -------------------- | ------ | ------------ |
| 1.       | Vjatscheslav Drjagin | Union soviétique |              |        |                      |        | 435,2 points |
| 2.       | Albert Larinov       | Union soviétique |              |        |                      |        | 433,8 points |
| 3.       | Yōsuke Etō           | Japon            |              |        |                      |        | 431,1 points |
| 4.       |                      |                  |              |        |                      |        |              |
| 5.       |                      |                  |              |        |                      |        |              |
| 6.       |                      |                  |              |        |                      |        |              |
| 7.       |                      |                  |              |        |                      |        |              |
| 8.       |                      |                  |              |        |                      |        |              |
| 9.       |                      |                  |              |        |                      |        |              |
| 10.      |                      |                  |              |        |                      |        |              |
| 11.      |                      |                  |              |        |                      |        |              |
| 12.      |                      |                  |              |        |                      |        |              |
| 13.      |                      |                  |              |        |                      |        |              |
| 14.      |                      |                  |              |        |                      |        |              |
| 15.      |                      |                  |              |        |                      |        |              |

## Tableau des médailles
| Rang  | Nation           | Or | Argent | Bronze | Total |
| ----- | ---------------- | -- | ------ | ------ | ----- |
| 1     | Union soviétique | 1  | 1      | 0      | 2     |
| 2     | Japon            | 0  | 0      | 1      | 1     |
| Total | Total            | 1  | 1      | 1      | 3     |